# Union Sportive Dudelange
L'Union Sportive Dudelange è stata una squadra di calcio lussemburghese con sede a Dudelange. Il club ha vinto una coppa del Lussemburgo.

## Storia
Il club venne fondato nel 1912 a seguito della fusione del Minerva Dudelange e del Jeunesse de la Frontière 1908 Dudelange.
Nel 1939 l'US Dudelange ha vinto la coppa del Lussemburgo, sconfiggendo in finale i concittadini dello Stade Dudelange.
Durante l'occupazione nazista del Lussemburgo il club assunse il nome di S.V. Düdelingen. Nel 1958 raggiunse la sua seconda finale di coppa nazionale, perdendola contro i Red Boys Differdange.
Il 26 aprile 1991 si fonde con lo Stade Dudelange e l'Alliance Dudelange per dare origine al F91 Dudelange.

## Palmarès

### Competizioni nazionali
- Coppa del Lussemburgo: 1

1938-1939

### Altri piazzamenti
- Campionato lussemburghese:

Secondo posto: 1938-1939, 1939-1940, 1945-1946, 1946-1947
Terzo posto: 1933-1934, 1936-1937
- Coppa del Lussemburgo:

Finalista: 1957-1958